# Ladtjovagge

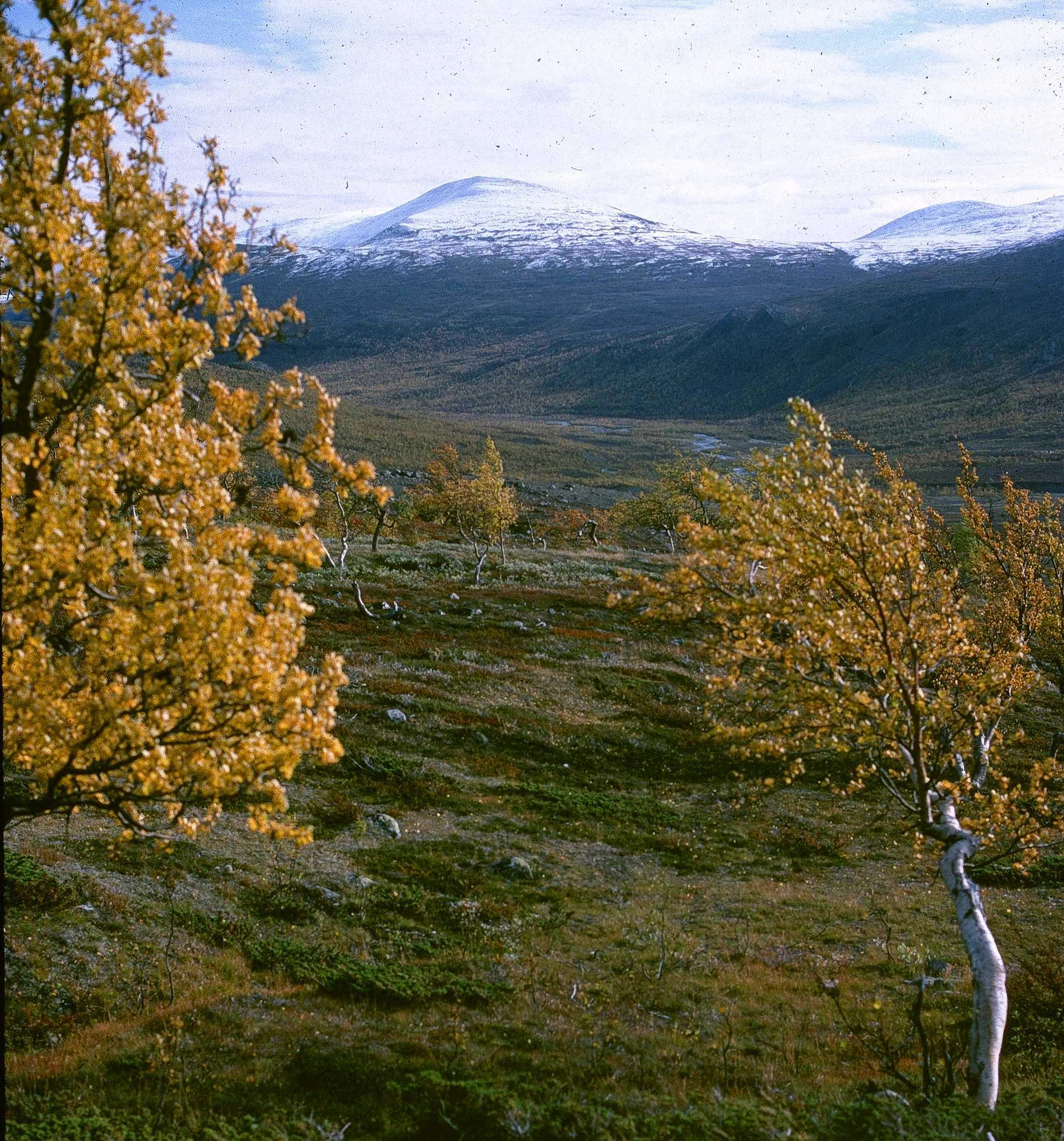
Höst i Ladtjovagge

Ladtjovagge, samiska Láddjuvággi, är en dalgång i centrala Kebnekaiseområdet. Ladtjovagge löper i väst-östlig riktning. I dalen ligger Kebnekaise fjällstation och sjön Ladtjojaure.
Gränsen mellan Gällivare och Jukkasjärvi församlingar går genom dalen.

## Bildgalleri

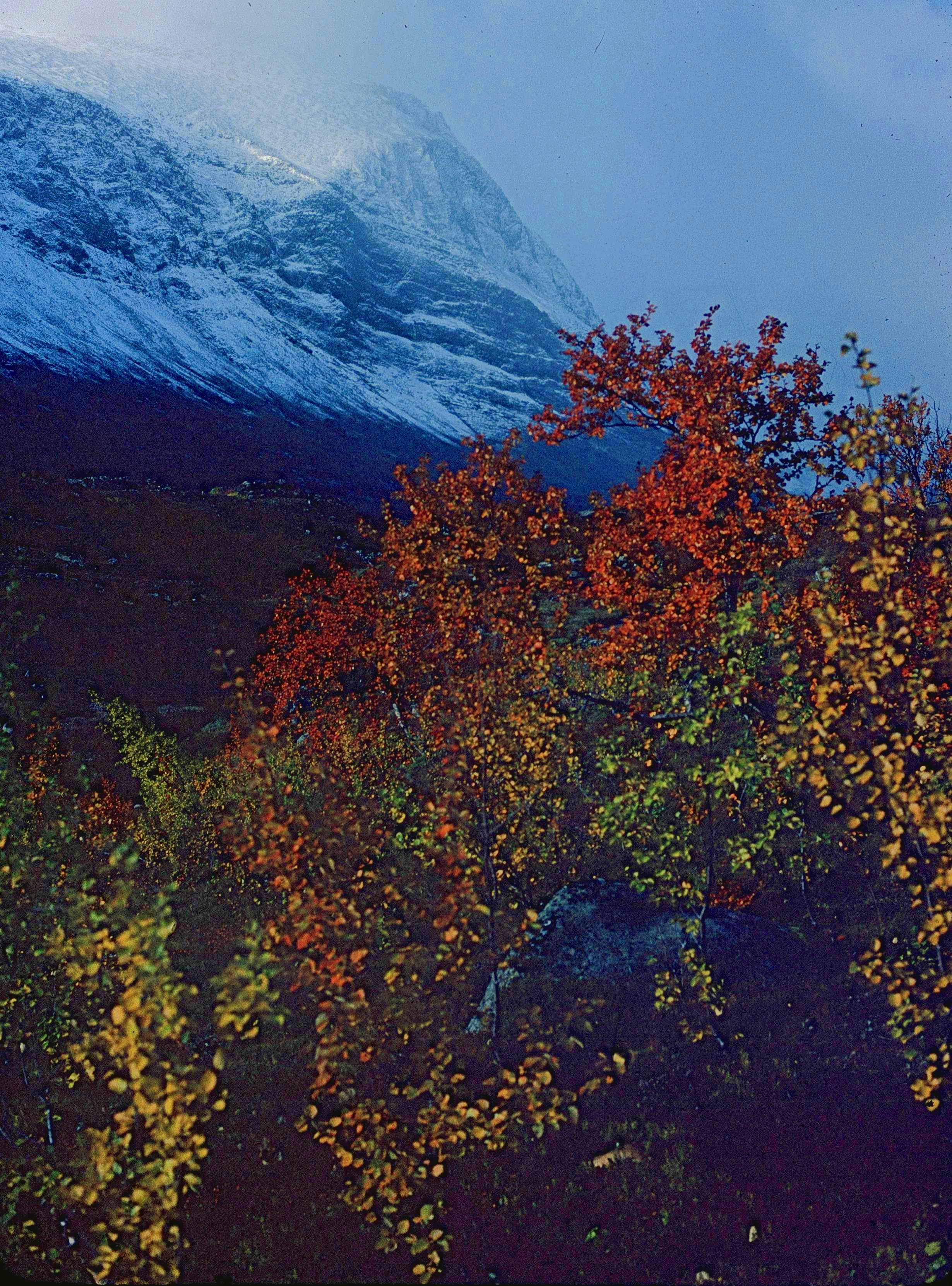
Höstfärger i Ladtjovagge
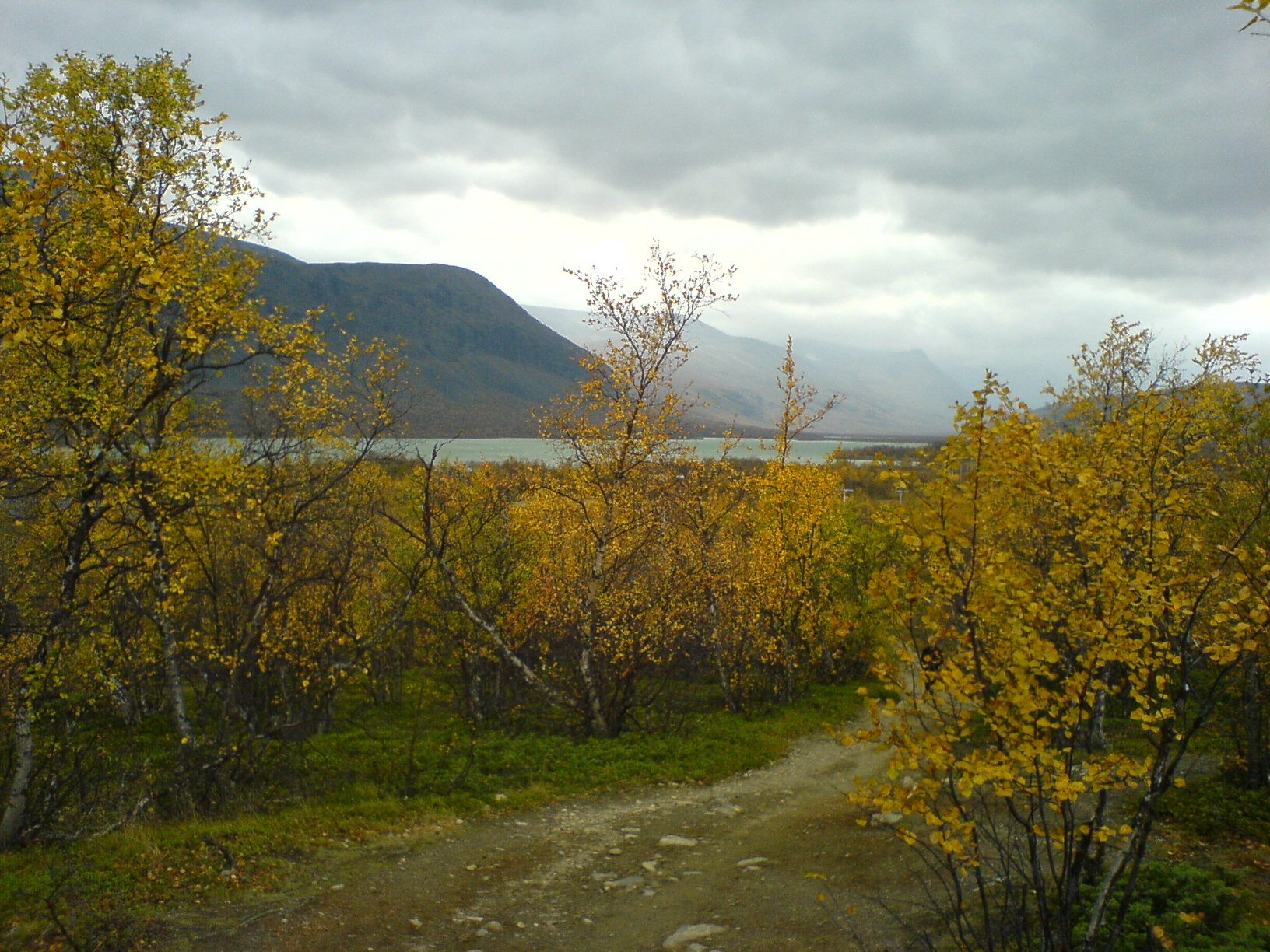
Ladtjovagge och sjön Ladtjojaure